# Simon Johnson
Simon H. Johnson é um economista americano. recebeu o Prêmio de Ciências Econômicas em Memória de Alfred Nobel 2024   